# 準結晶

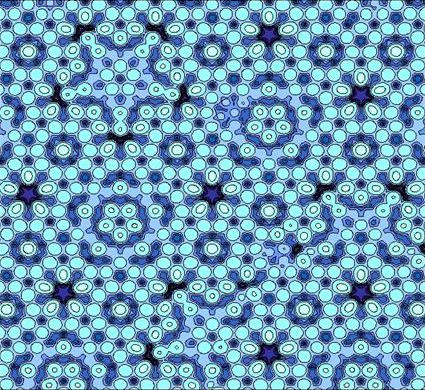
アルミニウム・パラジウム・マンガン(Al-Pd-Mn)合金の準結晶の原子配列

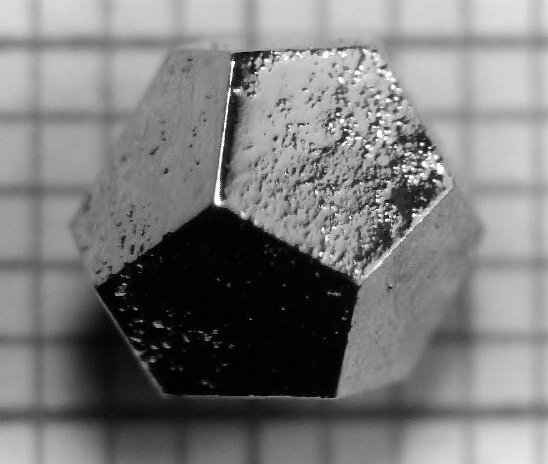
ホルミウム・マグネシウム・亜鉛(Ho-Mg-Zn)合金の準結晶により生成された正十二面体（正二十面体の双対多面体）

準結晶（じゅんけっしょう、英: quasicrystal）とは結晶ともアモルファス(非晶質)とも異なる、第三の固体物質ともいうべき状態である。結晶を定義づける並進対称性は持たないが、原子配列に高い秩序性を有している。この研究に大きな貢献をしたダニエル・シェヒトマンに2011年のノーベル化学賞が授与された。

## 概要
結晶は並進対称性を持つことから、その電子線回折等の回折像は1回、2回、3回、4回および6回のいずれかの回転対称性を示す。これに対して、準結晶の回折像は5回、8回、10回または12回対称を示す。また、準結晶の回折図形には鋭い回折スポットが現れており、アモルファスのようにランダムな構造ではなく、高い秩序度を有していることを示している。このように並進対称性（周期性）を持たないが、高い秩序性が存在する構造として、一次元におけるフィボナッチ数列や、二次元におけるペンローズ・パターン（ロジャー・ペンローズによって提唱された）が知られている。このような構造は、高次元空間の結晶構造を、その結晶構造の対称軸に平行でない低次元空間に射影することで得られる。
準結晶は1984年、ダニエル・シェヒトマンによって液体状態から急冷したAl-Mn合金から発見された。初期に発見された準結晶は熱力学的に不安定であり、熱を加えると、より安定な結晶相が析出してしまっていたが、東北大学金属材料研究所（当時）の蔡安邦らによって、Al-Cu-Fe（1987年）やAl-Ni-Co（1989年）といった安定な準結晶が次々と発見された。

## 準結晶の構造
シェヒトマンにより発見された準結晶の電子線回折図形は、結晶の回折図形のようにデルタ関数的な回折スポットの集合であるにもかかわらず、2回、3回回転対称性に加え、結晶には存在しない5回回転対称性を示し、正20面体（icosahedron）の対称性を有していた。このような対称性をもつ準結晶はIcosahedral相（I相）と呼ばれている。I相準結晶の構造は3次元ペンローズパターンに原子を修飾したものとして理解されている。また、I相の準結晶の構造中には系の対象性を反映した正20面体状の原子クラスターが存在する。このような局所原子クラスターは準結晶内における原子の種類や構成原子同士の結合の仕方により決定されている。現在までに、3種類の特徴的な局所原子クラスターを有するI相が発見されている。それぞれ、Mackay型、Bergmann型、Tsai型I相と呼ばれている。
Al-Ni-Coなど、正10角柱と同じ対称性をもつDecagonal相（D相）と呼ばれる準結晶相も存在する。D相の準格子は2次元ペンローズパターンであり、この面が積層した構造をもつ。すなわち平面方向には準周期構造、これと垂直な軸方向には周期構造を有している。
このほか、8角形相、12角形相の準結晶が見つかっている。

## 準結晶の特異な物性
準結晶の金属に特有の物性として、金属としては異常に高い電気抵抗があげられる。例えば、アルミニウム、銅、鉄はいずれも良導体であるが、これらからなる準結晶Al-Cu-Feでは電気抵抗が10万倍にも達する。また、温度が低くなると抵抗が上昇する（通常の金属の示す性質と逆）、むしろ欠陥が存在する場合の方が抵抗が低い（これも通常の金属の性質と逆）などの特殊な性質を示す。準結晶のフェルミ面には「擬ギャップ」と呼ばれる状態密度の落ち込みがあり、これが特異な電気的性質の原因となっていると考えられている。擬ギャップが存在することで系全体のエネルギーを引き下げ、準結晶の構造を安定化していると考えられている。
バルクとしての準結晶（安定相）は、その非周期性のためへき開面を形成し難く、このため比較的硬くて強靭（脆くない）である。